# 五溴化钨
五溴化钨是一种无机化合物，化学式为WBr5，它以二聚体W2Br10的形式存在，分子具有双八面体结构，与五氯化铌同构。

## 化学性质
五溴化钨可以通过还原反应来得到其它钨化合物，如和铝反应，生成四溴化钨：
3 WBr5 + Al → 3 WBr4 + AlBr3
过量的五溴化钨以及产物溴化铝可以在240 °C通过升华除去。
它可以形成[WBr6]−配离子。